# Portonovo
Portonovo é uma cidade espanhola da paróquia galega de Adigna, no município de Pontevedra de Sangenjo.
Localizada na Ria de Pontevedra, o seu clima é ameno no inverno e quente e ensolarado no verão. Isto é importante para o turismo que, na atualidade, é o motor económico da localidade, uma vez que aumenta consideravelmente a sua população na época balnear.
Ao longo da costa encontram-se várias praias correspondentes à localidade: Baltar (também conhecida por praia de Portonovo), Caneliñas e Canelas. Portonovo também vive economicamente da vida noturna durante o verão e outros períodos de férias, contando com com inúmeros locais de bares, pubs e discotecas.

## Festivais e eventos
Os festivais mais importantes são os de:
- São Roque, padroeiro da cidade, que se celebra de 14 a 19 de agosto. As festividades na freguesia começam com a festa da sardinha, no dia 14, com uma grande sardinha no cais. No dia seguinte celebra-se o dia da padroeira da freguesia de Santa Mª Adina, mas o dia chave das principais festividades da vila é celebrado com o encontro dos santos da igreja paroquial e dos santos da Capela de Portonovo, em frente à escola pública, às 12h. É uma tradição que remonta a séculos. As procissões fazem um percurso por uma zona diferente da cidade e realizam-se em dois dias diferentes, em que cada procissão é dedicada a São Roque e à Virgem do Carmo. Um dia também é dedicado ao cão de São Roque, com brincadeiras e concursos de beleza canina. Há um festival e uma feira na zona do porto e da praia. A despedida, no último domingo de agosto, é como o encontro mas ao contrário, onde as imagens da capela se despedem das que estão na igreja até ao próximo ano. Assim terminam as grandes festas da freguesia.
- Santa Catalina, padroeira da cidade, é celebrada no dia 25 de novembro e consiste numa procissão mar-terra. Os santos desfilam pelas ruas num percurso ligeiramente diferente das procissões de São Roque até chegarem ao porto, onde cada santo é colocado num barco e acompanhado pelos paroquianos que o desejarem. A rota marítima estende-se pela zona exterior da Ria de Pontevedra.
- San Cristóbal, que se celebra no início de julho, são festas mais modestas e o seu impacto não é tão grande quanto as de San Roque, mas, como nestas, há uma feira e uma festa.
- O Festival da Raia, que se realiza há mais de uma década todos os fins de semana antes da Páscoa (embora possa variar, como no caso de 2008, quando foi realizado em maio). Nestas festividades é montada uma tenda no cais, espaço onde se podem degustar diversos pratos.
- O enterro da sardinha, como em muitas cidades da Espanha, em Portonovo o enterro da sardinha é celebrado na quarta-feira de cinzas durante os carnavais. Regra geral, a sardinha tende a parodiar algum personagem ou acontecimento relevante ocorrido ao longo do ano, como a gripe aviária, há alguns anos. Em 2009, parodiou Barack Obama.
- O rally anual de motos é realizado todos os anos no segundo final de semana de setembro, e um grande número de motociclistas de toda a Espanha e também do exterior comparecem. Shows de acrobacias com motocicletas, quadriciclos e carros são organizados.
- A Regata Príncipe de Astúrias é uma regata k-4 que percorre a ria de Pontevedra e tem início na praia de Baltar, em Portonovo. Em 2009 foi comemorado em 15 de agosto.

## Igreja de Santa Catalina
Pequena e singela construção em cantaria, de nave única de planta rectangular, na qual sobressai sobretudo a torre sineira que se ergue sobre a igreja, ornada por dois pináculos e encimada por uma cruz. A fachada principal também é adornada com dois pequenos pináculos, um de cada lado. Está localizada na parte mais alta da cidade, e à sua volta todas as ruas são em declive. Anexado, está o parque infantil de San Roque. A sacristia, também de planta retangular, surge anexa à fachada posterior. É dedicado a Santa Catalina. Desta capela saem as procissões patronais durante as festividades de agosto. Atrás do altar estão as imagens dos santos padroeiros da vila: São Roque e Sª Catalina; Além de outras imagens que também saem em procissão: Sª Lucía e La Virgen del Carmen, entre outras.

## Praias
- Praia de Portonovo: Também conhecida como praia de Baltar (é a praia mais extensa) e separada da praia de Silgar por Punta del Vicaño. Atrás desta praia existe uma zona verde, situada entre dois passeios, um deles em madeira.
- Caneliñas: Pequena praia, onde se encontra "la Covasa", uma extensão de água entre duas rochas numa das extremidades da praia e que se esvazia completamente quando a maré baixa.
- Canelas: Depois de Caneliñas e deixando Punta del Seame para trás, esta é uma praia de tamanho considerável.

Todos estas praias têm o distintivo da bandeira azul europeia. Pertencem ao conglomerado das praias de Sanxenxo.

## Portos
- Porto Principal: É o maior de Portonovo e o melhor do município de Sanxenjo. É o principal porto pesqueiro do município, já que possui barcos que se dedicam à pesca de baixa e média altura, que nele atracam. O seu mercado é um dos motores económicos da cidade. Possui três edifícios industriais onde, entre outras coisas, são tecidas e emaranhadas redes de pesca. Possui três guindastes para carga e descarga de navios, sendo um deles móvel. O cais foi devastado por temporais e reconstruído até três vezes nas décadas de 1960 e 1970. Na zona mais próxima da vila existe um parque de estacionamento onde costumam decorrer as festas da padroeira.
- Muelle del Chasco: menor que a anterior, é a marina de Portonovo. É anexa à praia de Portonovo e em sua extremidade está o Clube Náutico de Portonovo.

## Desporto
Portonovo tem uma longa tradição na Canoagem. O Clube de Canoagem de Portonovo é um dos mais importantes da zona, além de acolher a Regata Princesa das Astúrias nas categorias K-4 e C-4, há várias décadas. O Portonovo também tem um clube de futebol, o Portonovo SD, que joga há vários anos na Terceira Divisão. Da mesma forma, vários eventos náuticos são realizados em Portonovo, como as tradicionais regatas de barcos, chamadas dornas, ou barcos à vela.

## Curiosidades
- O filme O Herege foi filmado em grande parte nesta cidade.
- Portonovo, juntamente com o anexo da antiga freguesia de San Mauro de Arra e o bairro de Baltar formam a freguesia de Santa María Adina, uma das mais antigas e extensas do município.
- Conta-se que há muitos anos numa procissão marítima um dos barcos virou. As pessoas e a imagem da santa caíram ao mar, pouco depois de zarpar.
- O Encontro é uma das tradições mais antigas do município, que se celebra há mais de 200 anos. O local onde decorre era antigamente uma ponte sobre o rio (agora canalizada e inexistente).
- Portonovo foi município por vários anos no século XIX.
- Apesar de não ser a capital do município a que pertence, Portonovo é a cidade mais populosa de Sanxenjo.
- Em 2009, 17 países participaram na regata XXX Príncipe das Astúrias K-4 e C-4.[2]